# Нагота і колоніалізм

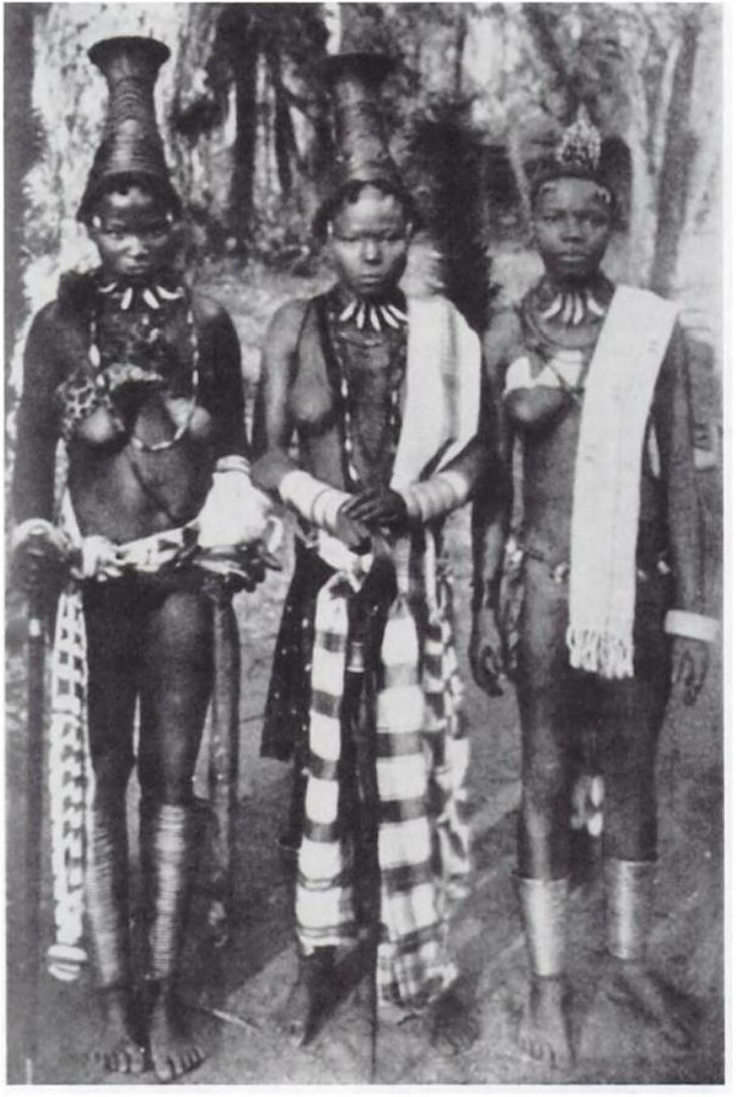
Жінки ігбо, прикрашені, щоб показати свій високий статус

Нагота та колоніалізм розповідає про роль неодягнених тіл корінних народів в історії контактів із західними культурами та виникнення понять расових класифікацій. У всіх людських суспільствах різноманітні тілесні прикраси є частиною невербальної комунікації, вказуючи на соціальний статус, багатство та індивідуальність. У кліматі, де не потрібен одяг, місцеві прикраси частіше являють собою фарбу для тіла, модифікації, такі як татуювання та скарифікація, і ювелірні вироби, але виконують ті ж соціальні функції, що й одяг.
Європейці тлумачили оголеність корінних народів на основі власної культури та досвіду, які були неоднозначними щодо наготи. У класичній грецькій і римській культурах нагота була нормальною у багатьох ситуаціях, які зображувалися в мистецтві. У класичній давнині лише авраамічні релігії вважали тіло ганебним, вимагаючи скромного одягу, за винятком приватних приміщень або розділення за статтю. У посткласичний період публічна оголеність стала асоціюватися не лише з низьким статусом, але й з моральним занепадом, заснованим на християнських віруваннях. З повторним відкриттям грецької культури на Заході в епоху Відродження оголене в мистецтві стало ідеалізованим, але відмінним від оголеного в повсякденному житті.
У тропічних регіонах Африки, Америки, Азії та Океанії реакція на зіткнення між корінними та західними культурами була різною та змінювалася протягом століть колонізації, але загалом ґрунтувалася на припущенні, що західні народи та культура є більш розвиненими. Наслідки колоніалізму тривають у сучасних незахідних суспільствах. За межами міських районів деякі зберігають або прагнуть відновити корінні культурні практики, які включають традиційну оголеність, тоді як у містах жителі загалом прийняли західні концепції скромного одягу.

## Колоніалізм і оголеність
Колоніалізм — це домінування однієї культури над іншою, яке відбувалося впродовж історії, коли одне суспільство поширювало контроль над сусідніми територіями. Цей процес розширювався, оскільки технології навігації та транспорту дозволяли контактувати з більш віддаленими частинами світу. Виправдання європейської експансії почалися в 1500-х роках у контексті релігії та фольклору, який включав вірування в демонів і напівлюдей-монстрів. До XVIII століття європейська думка охоплювала ідеї соціального прогресу від примітивного до сільського господарства до індустріалізації. Багато європейців виправдовували колонізацію як поширення цивілізації, а не як завоювання.
Оскільки одяг і прикраси тіла є важливою частиною невербальної комунікації, відносна відсутність покривання тіла була однією з перших речей, на які дослідники звернули увагу, коли вони зустріли корінних народів тропіків. Від початку Колумба в XV столітті до британців в Індії в ХІХ столітті європейці були стурбовані тим, щоб надати значення станам оголеності, які вони не вважали природним станом для людини. Бути належно одягненим у західних культурах було настільки сповнене значеннями, що мізерний одяг чи оголеність інших потребували пояснення, яке зазвичай надавала релігія. Одним із стійких стереотипів незахідних інших є «голий дикун», заснований на переконанні, що одяг є символом членства в цивілізованому суспільстві, відсутність одягу означає повну відсутність культури. У вікторіанській Англії оголене тіло було потенційним джерелом морального занепаду, який був приручений належним одягом. Будь-який погляд на тіло через невідповідний одяг становив небезпеку для тверезості, цнотливості та суспільного порядку. У «Подорожі на кораблі „Бігль“» Чарльз Дарвін писав про байдужість до наготи серед корінних жителів Вогняної Землі, яких «навряд чи можна змусити повірити, що вони собі подібні й мешканці одного світу».
Незахідні культури раннього модерного періоду були оголеними лише в порівнянні із західними нормами. У багатьох ситуаціях статеві органи або вся нижня частина тіла дорослих людей можуть бути закриті, тоді як верхня частина тіла чоловіків і жінок зазвичай не одягнена. Однак, за відсутності західної концепції сорому щодо тіла, повна оголеність на публіці для практичних чи церемоніальних цілей була загальною. Діти до статевого дозрівання, а іноді і жінки до шлюбу можуть бути голими, тому що їм «нічого приховувати».

### Західна амбівалентність
Контакт вплинув не лише на неєвропейські культури, але й змусив європейські культури переоцінити, що означає бути людиною. Від стародавніх греків до середньовіччя існувала різниця між двома типами: цивілізованими людьми та варварами, які були людьми, але не мали культури. Різноманітність людських суспільств, що стала відомою на початку Нового часу, породила додаткові відмінності, включно з тими, які колонізатори вважали недолюдськими. Дикунів можна було б вважати повноцінними людьми, а отже, такими, що могли бути приведені до цивілізації шляхом релігійного навернення; або нижча порода, яку потрібно поневолити чи знищити.
Західна амбівалентність щодо людського тіла може бути виражена реакцією на наготу тубільців як на ознаку нестримної сексуальності або невинності, яка передувала гріхопадінню людини. Амбівалентність Заходу включала географію та біологію. Деякі уявляли тропіки як «рай», але інші вважали їх примітивними, а помірний клімат більш складним. У ХІХ столітті, з прийняттям еволюційної теорії, було визнано, що людство виникло в тропіках на основі анатомічної схожості з мавпами.
Чарльз Дарвін вважав, що саме міграція до менш гостинних кліматичних зон створила виклики, які сприяли розвитку сучасної людини. Через відсутність знань про генетику вірування щодо походження людей схилялися до полігенізму, що кожна раса людей була окремим творінням, що узгоджується з вірою в те, що європейці є окремою та вищою расою. Дарвін віддавав перевагу моногенізму, тобто люди мали одного спільного предка. Моногенізм у вигляді недавнього африканського походження сучасних людей є домінуючою теорією серед сучасних палеоантропологів.

### Зміна уявлень про расу
Починаючи з XVII століття, європейські дослідники розглядали відсутність одягу, з якою вони стикалися в Африці та Океанії, як ознаку примітивного стану природи, виправдовуючи власну перевагу, хоча вони продовжували захоплюватися красою грецьких статуй. Європейці проводили різницю між ідеалізованою оголеністю в мистецтві та оголеністю корінних народів, яка була нецивілізованою та вказувала на расову неповноцінність.
Наприкінці ХІХ століття британські вчені, включаючи Томаса Генрі Гакслі, використовували фотографії оголених тубільців, надані Британським колоніальним відомством, як доказ для теорій раси, заснованих на порівняльній анатомії. Фотографування оголених тубільців також стало популярним серед ненауковців, таких як письменники-мандрівники та місіонери, які використовували зв'язок між наготою корінного населення та наукою, щоб виправдати показ зображень, які інакше класифікувалися б як непристойні. Згодом такі зображення стали широко поширеними як курйози, поширюючи ідею, що колонізовані народи були оголеними дикунами.
|                                                                          |
| «Церемонія секотанських воїнів у Північній Кароліні», Джон Вайт, 1585 р. |

|                                                                           |
| «Двоє аборигенів Нової Голландії йдуть у бій», Сідней Паркінсон, 1773 рік |

| |
| Портрет Поедуа, доньки Ореа, короля Улайтеї, Острови Товариства (бл. 1782-85 рр.), робота Джона Веббера |

|                                                              |
| «Відкриття Міссісіпі де Сото», Вільям Генрі Пауелл, 1853 рік |

|                                                                  |
| «Військовий танець» Томаса Джона Гранта, Нова Зеландія, 1857 рік |

|                                             |
| «Купальниці на Таїті» Поля Гогена, 1897 рік |

## Колоніалізм і колір шкіри
І нагота, і колір шкіри є маркерами відмінності, які поєднувалися або розходилися за конкретних обставин. Чорнота була чинником контакту між культурами на основі біблійних тлумачень, які історично використовувалися європейцями для пояснення існування темношкірих людей. Сучасне уявлення про вроджену расу почало з'являтися в XV столітті з заснуванням християнського королівства в Іспанії, яке вигнало євреїв і мусульман. Оскільки було багато навернених, родовід став випробуванням приєднання до царства, а не визнання віри. У міру розвитку природничих наук люди були розділені на групи на основі додаткових характеристик, таких як риси обличчя та структура волосся, а не лише за відтінком шкіри.
Деякі корінні народи мають шкіру не темнішу, ніж у південних європейців, або серед робітників, засмаглих на сонці, тому їх нагота трактувалася як низький статус. У поєднанні з оголеністю, темнішою шкірою та іншими поверхневими відмінностями африканських і австралійських народів можна було б інтерпретувати їхню меншу схожість з людьми. Іншим сприяючим фактором було припущення, з причини чи без причини, що корінні народи також були брудними, додавання громадських і приватних ванн у ХІХ столітті змусило європейців усвідомити переваги належної гігієни. Однак антропологи відзначили, що багато незахідних суспільств мають ретельно розроблені ритуали купання та очищення.
Корінні жителі Америки нелегко вписувалися в існуючі категорії. Колумб зазначив, що вони були фізично привабливими, з «гарними тілами та красивими обличчями», але зовсім не мали одягу чи інших ознак людської культури. Амеріго Веспуччі знаходив небезпеку спокуси в красі місцевих жінок. Історична амбівалентність європейців до наготи призвела до альтернативних поглядів на тубільців як на невинних чи грішних. Уявлення про оголеного дикуна переважали, оскільки концепція шляхетного дикуна не служила цілям колоніального контролю.
На тихоокеанських островах, де колонізація відбулася пізніше, темніша шкіра тубільців стала одягом. Відсутність одягу, зокрема жінки, що не прикривають грудей, після періоду адаптації перестала помічатися деякими європейцями.

## Африка
В Африці нагота є не лише сексуальною, але й має різне соціальне значення від однієї ситуації до іншої. У селах і хлопцям, і дівчатам дозволено бути оголеними під час гри, оскільки вірять, що молодь не має негативних почуттів чи сексуальних потягів. Жінки також оголюють груди як символ того, що вони виховують дітей. Визнаючи, що деякі види поведінки можуть бути непристойними, проста оголеність не має моральних конотацій.

### Східна Африка
У традиційних спільнотах Східної Африки, таких як Самбуру і Туркана в Кенії, Нуба в Південному Судані та багато інших, продовжують одягатися відповідно до клімату, часто повністю оголені під час роботи або купання. У 2014 році парламент Уганди прийняв закон про боротьбу з порнографією, який включав дрес-код, який забороняв «аморальний» одяг, який оголює інтимні частини тіла. Цей закон дотримувався в столиці, Кампалі, чоловіками, а народ Карамаджонг продовжував одягатися, не торкаючись західних цінностей, але вшановуючи людське тіло та прийняття наготи. Національний дрес-код захищали як такий, що стосується проблеми сексуального насильства, проти чого протестували жінки, вказуючи на те, що він не тільки несправедливо покладає відповідальність за напади на жінок, а не на чоловіків, а й суперечить тому факту, що протягом століть жінки носили мало одягу, але зґвалтування траплялися рідко.

### Південна Африка
Південноафриканська провінція Наталь (нині Квазулу-Наталь) була британською колонією до 1994 року. Християнські місіонери серед білої колоніальної меншини проводили політику цивілізації зулуської більшості, нав'язуючи західний одяг як видимий символ цих зусиль. Корінні народи чинили опір, або одягаючись неналежним чином, або повертаючись до свого традиційного вбрання, коли не були на місії.

### Західна Африка
Під час подорожі Малі в 1350-х роках мусульманський учений Ібн Батута був шокований випадковими стосунками між чоловіками та жінками навіть при дворі султанів, а також публічною наготою рабинь і служниць.
У ХІХ столітті одягання африканців у європейський одяг, щоб приховати свою наготу, було першим кроком у наверненні їх до християнства.
|                                                                                |
| «Жінки Басса» - з журналу «National Geographic», том XLII, листопад 1922 року. |

|                                   |
| Музиканти, Сьєрра-Леоне, 1936 рік |

У ХІХ столітті фотографії оголених корінних народів почали циркулювати в Європі без чіткого розмежування між тими, які були створені як комерційні курйози (або еротика), і тими, які претендували на наукові чи етнографічні зображення. Враховуючи стан фотографії, незрозуміло, які зображення були створені, а не репрезентативні повсякденного вбрання. Джордж Басден, місіонер і етнограф, який жив з народом ігбо в Нігерії, опублікував два томи фотографій у 1920-х і 1930-х роках. У книзі описано зображення неодягнених, але ретельно прикрашених жінок ігбо, які вказують на їхній високий статус наречених, які не вважали б себе голими. Чоловіки ігбо також були одягнені, щоб вказати на свій статус, але молоді люди без статусу, працюючи в полях часто були повністю оголеними. Немовлята та хлопчики ігбо зазвичай були голі, тоді як дівчата носили мінімальні прикраси.
Етнографічне дослідження з членами народу Анаанг з Нігерії проводилося в 1950-51 роках, коли старійшини племені хотіли, щоб їх історія та культура були записані через загрозу вестернізації. Багато хто пам'ятав прибуття перших білих людей у 1901 році. Люди різного віку та статі відкрито говорили про сексуальні переконання та поведінку. Такі розмови відповідали власним звичаям Анаанга щодо передачі культурних традицій. До колонізації всі діти були голі до статевого дозрівання, після чого юнаки носили лише набедрену пов'язку, а жінки — невелику тканину до шлюбу. Дівчата носили намисто навколо талії та щиколоток. Одягом для дорослих обох статей було полотно, яке сягало від пояса до землі. Тканина має достатню довжину, щоб прикрити жіночі груди, але це не робиться під час роботи. Не соромлячись тіла, обидві статі відкрито купалися оголеними. Наречені танцюють оголеними на весіллі, перш ніж отримати свій перший дорослий одяг. Західні дослідники вважали весільний танець сексуальним, але члени племені стверджували, що це не так. Норми сексуальної поведінки були суворими, дошлюбні зносини сприймалися несхвально, а подружня зрада вважалася злочином, хоча практикувалася полігінія.

## Америка
Хоча Христофору Колумбу приписують відкриття Америки, він мав невелике значення в подальшій історії континентів. Його не цікавила земля чи люди, а пошук ресурсів для експлуатації та налагодження торгівлі. Він ніколи не відмовлявся від думки, що землі, які він зустрів, були частиною Азії. У своїх щоденниках Колумб пише, що корінні жителі Гуанахані, місця його першої висадки, були повністю голі, як чоловіки, так і жінки, і були лагідними. Це також означало, що їх вважали неповноцінними людьми, яких можна було експлуатувати.

### Північна Америка
Корінні народи Америки не асоціювали сексуальність чи наготу з соромом чи гріхом. Європейські колонізатори дізналися про інші звичаї, зокрема дошлюбні та позашлюбні статеві стосунки, гомосексуалізм і переодягання, які спонукали їх намагатися навернути тубільців у християнство. Однак характеристика інших як диких могла виправдовувати завоювання та переміщення. У своїх щоденниках під час експедиції до узбережжя Тихого океану в 1791 році Алехандро Маласпіна пише про реакцію європейців на наготу та дивний одяг тубільців південного заходу, коливається від розваг до ворожості, а західний одяг є метафорою цивілізації. Його особливо непокоїли деякі місцеві чоловіки, одягнені як жінки.
До приходу іспанців у 1520 році населення ацтекського міста Теночтітлан досягло вісімдесяти тисяч. Побудований на острові в озері Тескоко, він залежав від гідротехніки для сільського господарства, яка також забезпечувала лазні з паровими лазнями (temazcales) і ваннами. Конкістадори розглядали місцеву практику купання, яка включала як чоловіків, так і жінок, які входили в темаскали оголеними, як язичництво та сексуальну аморальність, і прагнули їх викорінити. На Юкатані чоловіки та жінки майя купалися в річках, не дбаючи про скромність. Проте, незважаючи на кількість гарячих джерел у регіоні, немає згадок про те, що корінні народи використовували їх для купання.
Багато ранніх колоністів не вважали корінних американців такими, що мають суттєву відмінність від них самих за кольором кольору, і тому могли бути асимільовані в колоніальне суспільство після навернення. Колоністи могли вважати тубільців або слухняними, або жорстокими, виправдовуючи свою перевагу наверненню чи винищенню. Роджер Вільямс з Род-Айленда, рідкісний серед пуритан, зазначив невинність тубільців порівняно з європейцями, вказуючи на те, що нагота нівелює сексуальність, а не сприяє їй.

### Південна Америка

#### Бразилія
Деякі корінні народи Амазонки залишалися безконтактними до ХХ століття, зберігаючи свої культурні традиції, включно з одягом. Зараз їхні контакти з сторонніми людьми пов'язані переважно з лісорубами, які експлуатують ліс.

## Азія
| |
| Триптих Укійо-е. Гравюра Утамаро із зображенням японських водолазів-ама, що ловлять морських вугрів (1788-1790) |

|                                                  |
| Ачарья Відьясагар, сучасний джайніст з Дігамбари |

|                                |
| Жінки мру працюють у Бангладеш |

### Індія
У британський колоніальний період (1858—1947) люди в північній Індії одягалися скромно, але могли купатися оголеними в річках. Корінні жителі південних тропічних зон продовжували бути оголеними, але до західної колонізації деякі вже прийняли більш скромний одяг із поширенням індуїзму.

### Японія
Хоча Японія була колонізатором інших суспільств, а не колонізована європейцями, відкриття Японії для відвідувачів в епоху Мейдзі (1868—1912) принесло сприйняття Заходу. Раніше нормальний стан роздягання та звичай змішаного публічного купання стали проблемою для лідерів, стурбованих міжнародною репутацією Японії. Незважаючи на те, що вони часто ігнорувалися або обходилися, закони проти наготи мали ефект сексуалізації тіла в ситуаціях, які раніше не були еротичними.
У період Токугава (1603—1868) серед вищих класів було мало наготи, одяг був регламентованим маркером статусу. Працююче населення як у сільській місцевості, так і в містах часто одягалося лише в набедрені пов'язки, включаючи жінок у спекотну погоду та під час годування. Не маючи лазень у своїх домівках, вони також часто відвідували громадські лазні, де всі разом були роздягнені.

### Південно-Східна Азія

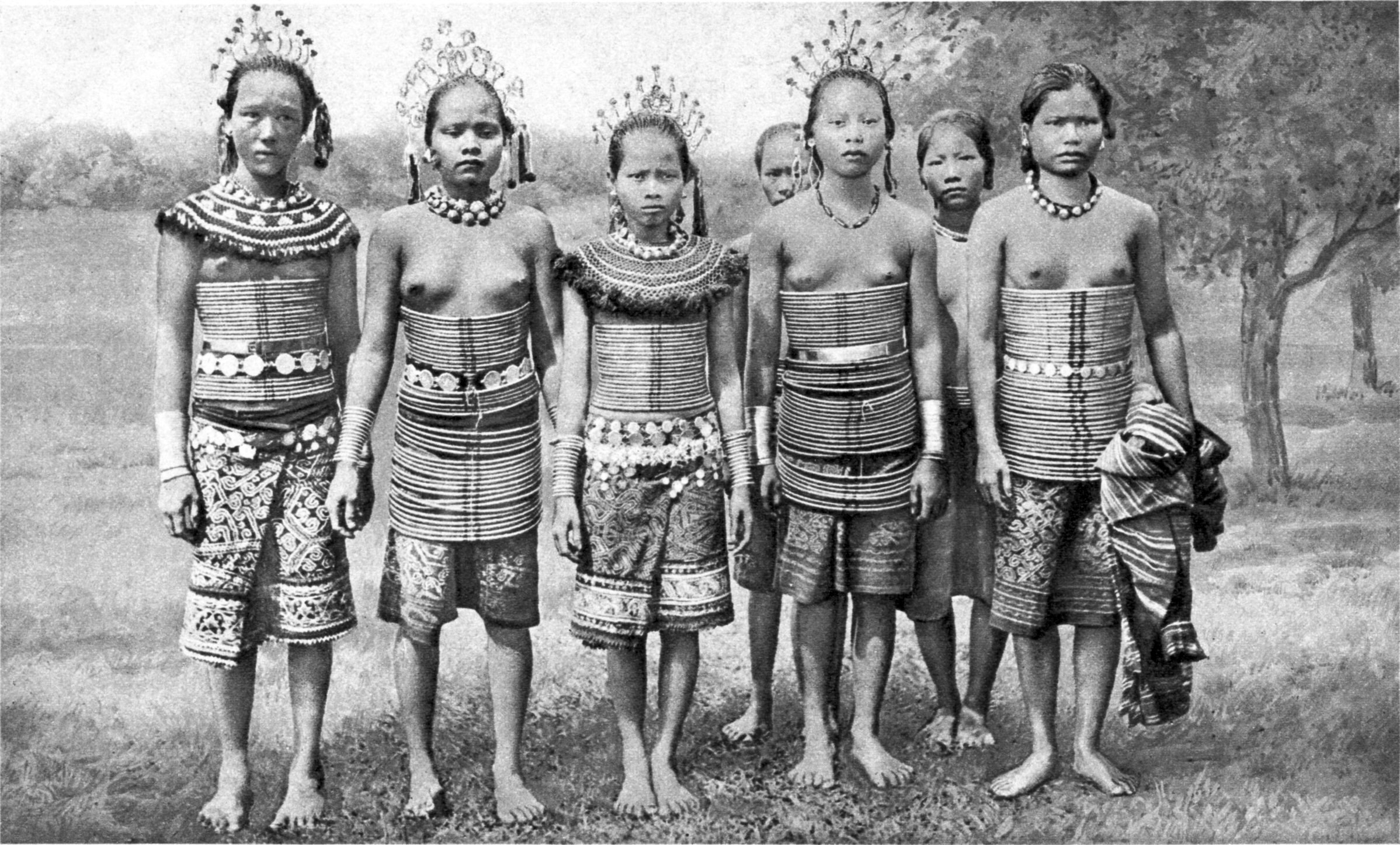
Морські даяки (ібани) з Малайзії (1910)

## Океанія
Поява тканого полотна на тихоокеанських островах мало різний вплив на різні культури. У той час як місіонери розглядали покриття тіла з точки зору прогресу до навернення до християнства, місцеві культури інтегрували нову технологію в свої існуючі звичаї прикрашання тіла. Одяг для попереднього контакту виготовлявся з тканини з кори, яка є крихкою, особливо у вологому стані. Нова тканина була популярною, але використовувалася лише за потреби, що не включало збереження скромності, і тому її можна було зняти за потреби.

### Австралія

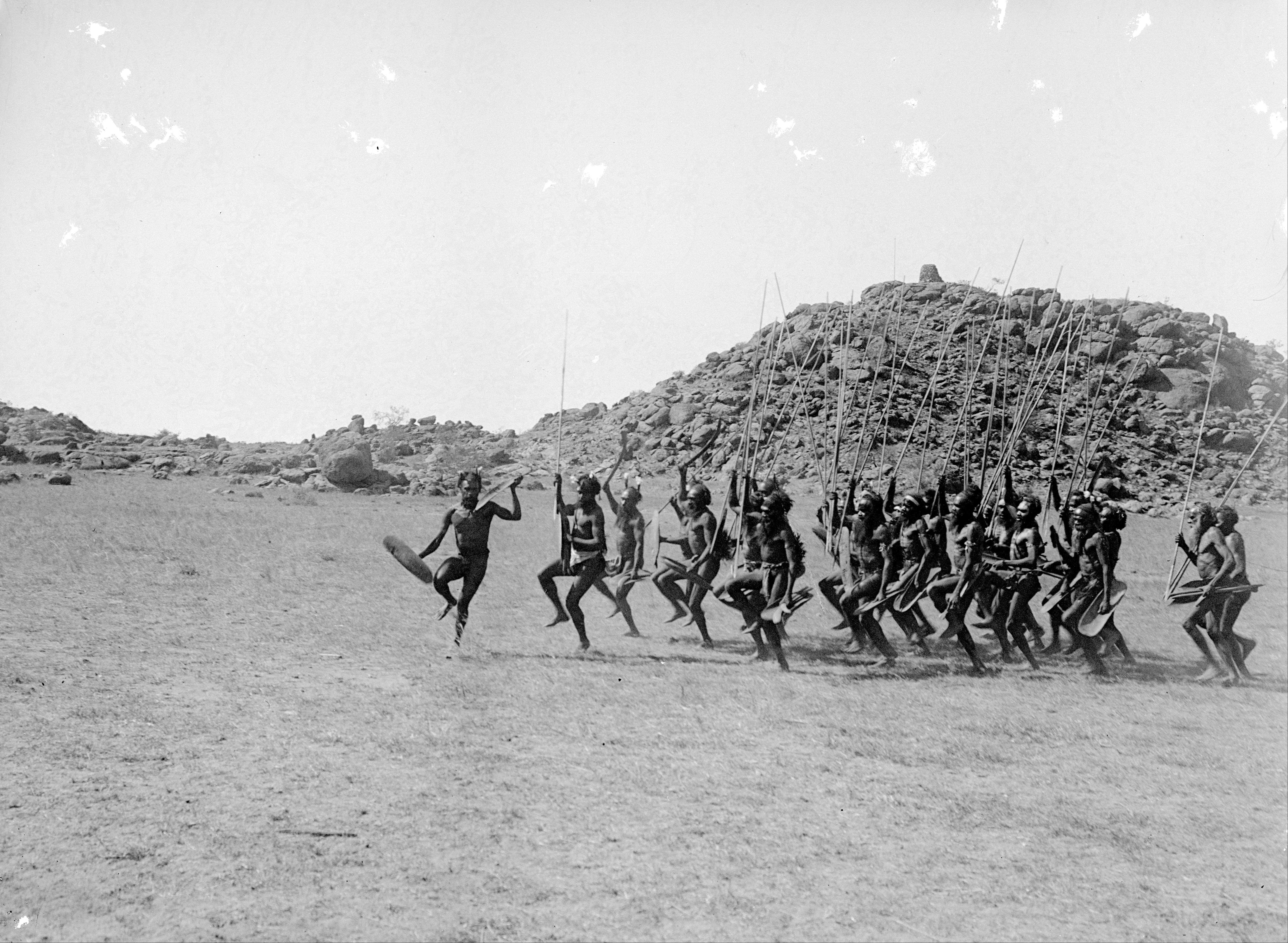
Люди аранда вітають танцем, Аліс-Спрінгс, Центральна Австралія, 9 травня 1901 року

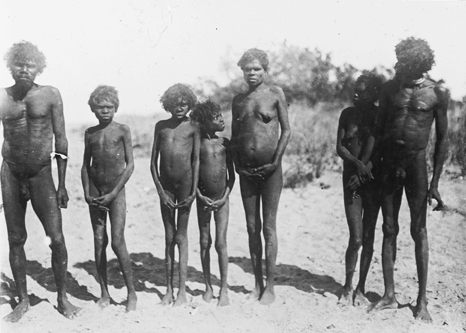
Аборигени на мисі Домбі, на північ від Порт-Кітс, Північна територія (1905)

Австралійські аборигени в 1819 році носили тільки ті куртки, які їм дали, але не штани.
Місіонери та антропологи прийшли до Центральної Австралії набагато пізніше, ніж інші регіони, оскільки вона була малонаселеною через обмежені водні ресурси. Перші європейці прибули наприкінці 1870-х років, а друга хвиля прибула в 1930-х роках. Аборигени вітали одяг, але використовували його як прикрасу, а не для прикриття своєї наготи, що бентежило сторонніх. Місіонери ХІХ століття проводили політику культурної конверсії, яка включала належний одяг, але в ХХ столітті антропологи більш сприймали оголеність.
В автобіографії чоловіка Аррернте 1950 року він не описує своїх людей як голих. Замість цього він повідомляє, що дітей навчали поведінці, яка відповідає кожній статі, щоб підтримувати скромність без одягу, наприклад, сидіти обличчям до інших. У той час європейці не знали й не розуміли цієї поведінки. Він також описав місіонерів, які намагалися запобігти церемонії Аррернте, під час якої чоловіки були оголеними, а їхні тіла були розписані священними знаками. Місіонери відмовлялися давати їм їжу, доки вони не одягнуться.
У ХХ столітті виявилося, що одяг має результати, протилежні очікуваним. Коли діти аборигенів росли голими, вони мало цікавилися сексуальністю до повноліття, але одяг зробив їх більш сексуально обізнаними та ранніми.

### Індонезія

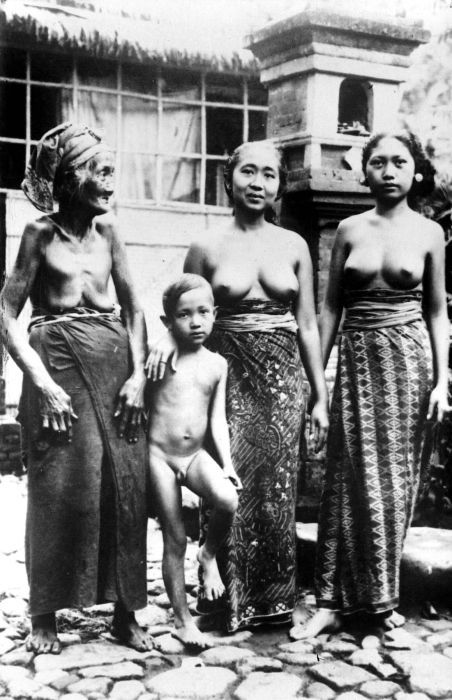
Груповий портрет балійської сім'ї (1929)

#### Балі
У книзі громадянина Німеччини, який служив лікарем в армії Нідерландської Ост-Індії між 1912 і 1914 роками, описується острів Балі як «Едем» для відвідувачів із Заходу. Його похвала включає в себе красу балійських жінок, які мали оголені груди в повсякденному житті і роздягнені під час купання. І чоловіки, і жінки прикривали верхню частину тіла в деяких ситуаціях, наприклад у храмі.
Незабаром голландська колоніальна адміністрація почала видавати суперечливі накази щодо належного одягу, які мали обмежений ефект через те, що одні підтримували балійські традиції, а інші модернізували.

### Меланезія

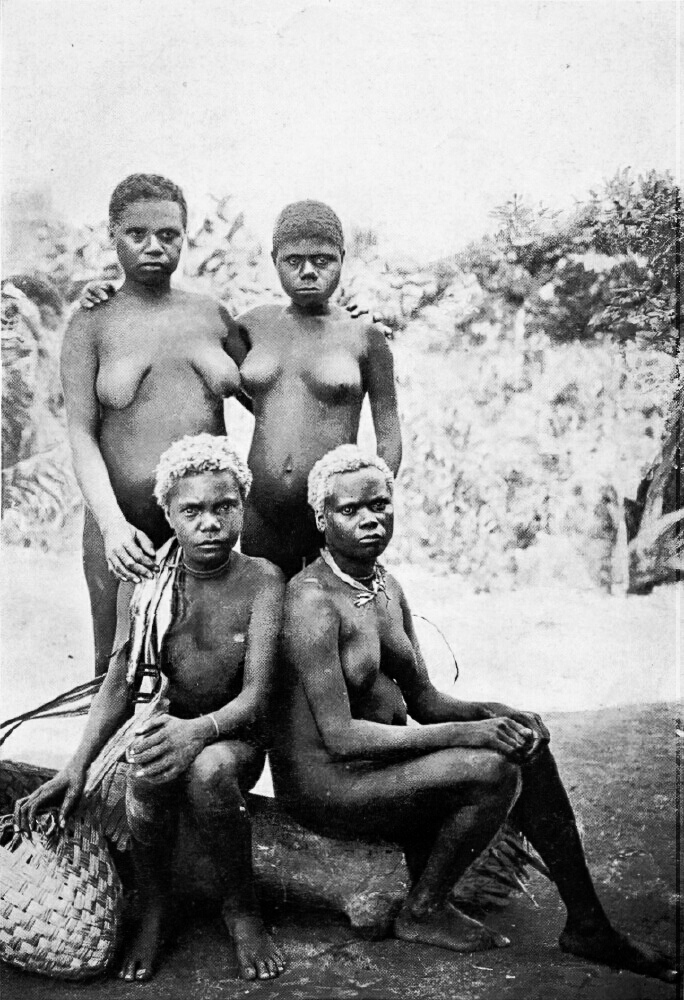
Жінки острова Міоко, Папуа-Нова Гвінея, c. 1900 рік

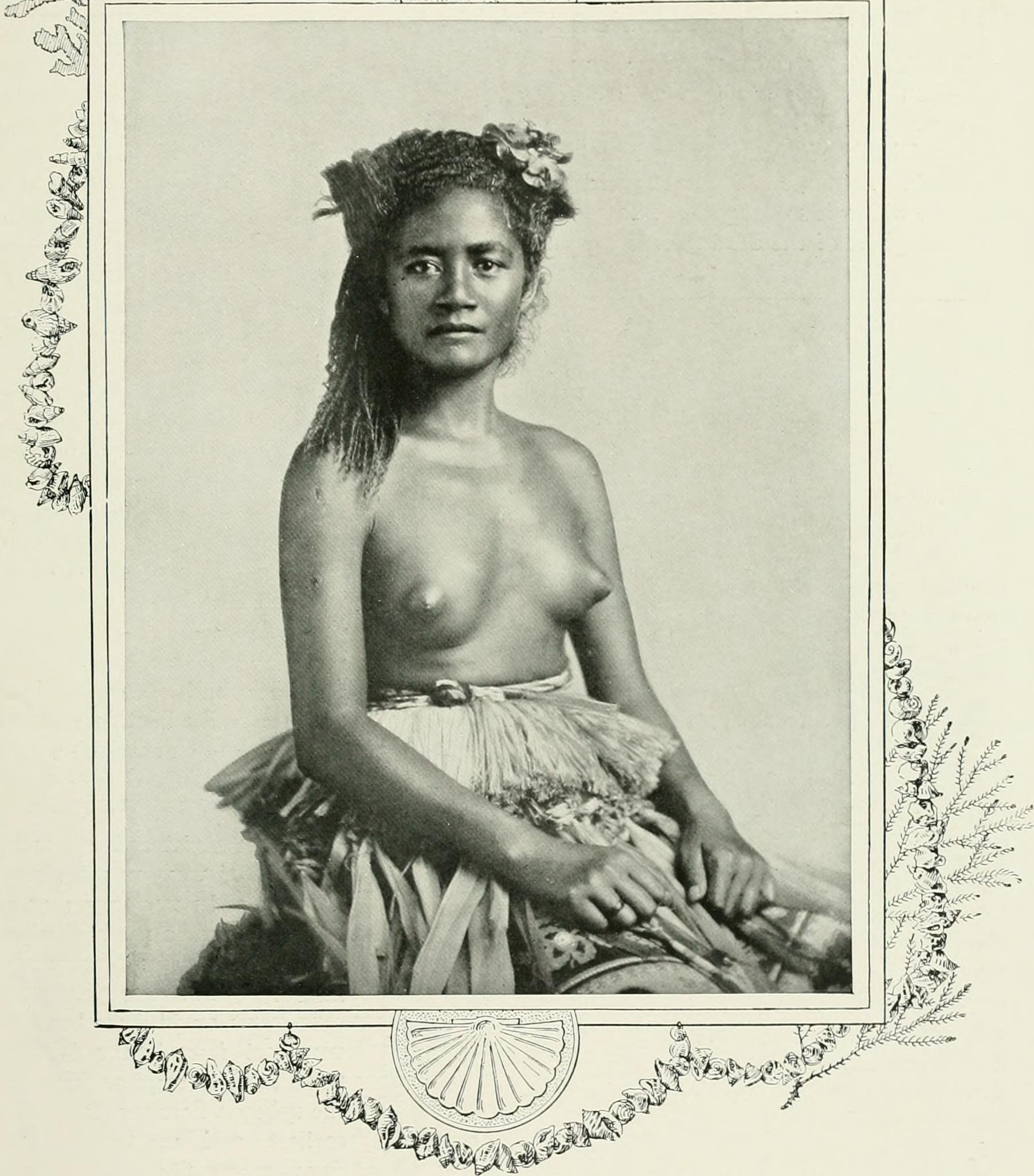
Дівчина з Фіджі (1908)

### Полінезія
Зображення оголених дикунів увійшли в європейську популярну культуру в XVIII столітті в популярних історіях про тропічні острови. Зокрема, європейців захопив образ тихоокеанської острівнянки з оголеними грудьми. Хоча багато чого було зроблено з полінезійської наготи, європейська тканина віталася як частина традицій обгортання тіла. У ХХ столітті жителі Пукапука продовжували бути оголеними до повноліття.

#### Гаваї
Християнські місіонери мали великий вплив, засновуючи альтернативні села для своїх сімей, будуючи школи та церкви, а також наймаючи місцевих жінок як прислугу. Правильний одяг був необхідною умовою для отримання цих переваг, хоча й не дотримувався постійно. Гавайські жінки сприймали одяг як прикрасу, а не для прикриття своєї наготи, і часто знімали його для роботи або купання.
Практика серфінгу спочатку була частиною місцевого ритуалу і робилася голяка. Це було заборонено християнськими місіонерами, на деякий час поклавши край серфінгу.

#### Нова Зеландія
Народ маорі до європейської колонізації носив плетені плащі та кілти для захисту від негоди та для позначення соціального статусу. Проте дуже мало людського тіла довелося приховати заради скромності. У неофіційній обстановці чоловіки ходили голі, за винятком пояса з прикріпленим шнурком, який тримав крайню плоть на голівці пеніса. У присутності чоловіків жінки прикривали лобок невеликими фартухами або пучками запашних рослин, хоча ці частини можна було оголити в жесті презирства, відомому як вакапохане. Діти допубертатного віку взагалі не носили одягу. Не було ніякого сорому чи скромності, пов'язаної з жіночими грудьми, а отже, жодного одягу, призначеного для їх приховування; барвисті ткані ліфи (pari), який зараз носять у виставах капа-хака, став стандартним костюмом лише в 1950-х роках.
Європейські колоністи вважали наготу непристойністю. Нагота маорі вказувалася, часто у фразі «голі дикуни», як ознака їхньої расової неповноцінності, що, у свою чергу, вважалося таким, що ставить під сумнів дійсність Договору Вайтангі.

## Постколоніалізм
Хоча іноземний контроль над колишніми колоніями значною мірою припинився, колоніалізм продовжує мати вплив. Два нігерійські богослови дійшли згоди щодо скромного одягу в традиційних африканських практиках та юдео-християнських цінностях і вважають, що сучасна глобалізація руйнує і те, і інше. Із запровадженням дрес-коду в Уганді, який діє в містах Кампала та Ентеббе, тепер європейських відвідувачів часто сприймають як одягнених неналежним чином.
На Балі норми одягу були змінені, балійці стали консервативними, а туристам потрібно пояснити, що купання оголеним заборонено, а на пляжі купальний одяг не підходить.
У штаті Яп, Мікронезія, католицькі служби на Різдво та Великдень включають танці, які виконують жінки в традиційному одязі, які не закривають грудей.
З здобуттям Ганою незалежності від англійського правління в 1957 році перший прем'єр-міністр Кваме Нкрума та його політична партія розпочали програму, спрямовану на ліквідацію небажаних практик, включаючи калічення жіночих статевих органів, торгівлю людьми, проституцію та наготу. Наготу практикували народи фрафра, дагарті, кокомба, буілса, кассена та лобі в північних і верхніх регіонах країни. Незважаючи на те, що опозиція проти наготи полягала в її асоціації зі шкідливими звичаями, її поширеність як традиція вважалася шкідливою для репутації Гани у світі та економічного розвитку, оскільки нагота асоціювалася з примітивною відсталістю. Проте зусилля проти наготи також сприяли рівному статусу жінок. Деякі традиційні звичаї збереглися: народ сефві з Гани виконує ритуал «Be Me Truo», який включає танці, співи та театральні вистави оголених жінок, щоб запобігти катастрофі та сприяти народжуваності.
|                              |
| Народ сан у Південній Африці |

|                                                                           |
| Свазілендська жінка бере участь у церемонії Умхланга в Есватіні - 2006 р. |

|                                                                 |
| Молода жінка хамер на півдні Ефіопія (поблизу Турмі) - 2006 рік |

|                                       |
| Хімба пасе худобу в пустелі Каоквельд |

|                                                     |
| Скарифікація для краси, плем'я Сурі, Ефіопія - 2016 |

### Етнотуризм
Західні туристи часто приїжджають у тропіки з очікуваннями, не заснованими на автентичному способі життя корінних народів. Туристичні компанії можуть забезпечувати результати, які задовольняють ці очікування, але також зустрічають опір з боку груп у кожній країні, які мають різні концепції постколоніалізму.
Щорічна подія, яка приваблює тисячі туристів, — Umkhosi woMhlanga або «Танець очерету» в Есватіні. Тисячі зулуських дівчат беруть участь у церемонії обітниці невинності перед шлюбом, одягнені в традиційний одяг, який не закриває грудей. У туристичних «селах», які є частиною курортів, зулуські дівчата-підлітки виступають з оголеним торсом. Хоча вони вбачають у цьому насамперед вираз своєї культури, вони не приховують, що зазнають сексуальних домагань з боку туристів-чоловіків.

## Цитовані
- Adeyanju, James Olubbenga; Bello, Ben Olusoa (2017). Biblical Virtues, African Culture, and Globalization. Afro Asian Journal of Social Sciences. 8 (4): 18. ISSN 2229-5313.
- Akas, Chielotam (6 вересня 2020). Nudity versus Morality in "Women of Hope" Dance Performance. Research Review of the Institute of African Studies. 17: 134—140.
- Arnold, David (1 березня 2000). "Illusory Riches": Representations of the Tropical World, 1840-1950. Singapore Journal of Tropical Geography. 21 (1): 6—18. doi:10.1111/1467-9493.00060. ISSN 0129-7619.
- Barcan, Ruth (2004). Nudity: A Cultural Anatomy. Berg Publishers. ISBN 1859738729.
- Basden, George T. (1921). Among the Ibos of Nigeria. Philadelphia: J.B. Lippincott. Процитовано 5 червня 2023.
- Bastian, Misty L (2005). The Naked and the Nude: Historically Multiple Meanings of Oto (Undress) in Southeastern Nigeria. У Masquelier, Adeline (ред.). Dirt, Undress, and Difference: Critical Perspectives on the Body's Surface. Bloomington: Indiana University Press. с. 34—60. ISBN 978-0-253-21783-7.
- Batten, Alicia J. (2010). Clothing and Adornment. Biblical Theology Bulletin. 40 (3): 148—59. doi:10.1177/0146107910375547. S2CID 171056202.
- Beaglehole, Pearl (1939). Brief Pukapukan Case History. The Journal of the Polynesian Society. 48 (3): 135—143. JSTOR 20702767.
- Bentley, Jerry H. (1993). Old World Encounters: Cross-Cultural Contacts and Exchanges in Pre-Modern Times. New York: Oxford University Press. ISBN 978-0-19-507639-4.
- Berner, Christoph; Schäfer, Manuel; Schott, Martin; Schulz, Sarah; Weingärtner, Martina (27 червня 2019). Clothing and Nudity in the Hebrew Bible. Bloomsbury Publishing. ISBN 978-0-567-67848-5.
- Boddy, Janice (20 грудня 2005). Purity and Conquest in the Anglo-Egyptian Sudan. У Masquelier, Adeline (ред.). Dirt, Undress, and Difference: Critical Perspectives on the Body's Surface. Indiana University Press. с. 168—189. ISBN 978-0-253-11153-1.
- Brock, Peggy (2007). Nakedness and Clothing in Early Encounters Between Aboriginal People of Central Australia, Missionaries and Anthropologists. Journal of Colonialism and Colonial History. 8 (1). doi:10.1353/cch.2007.0015. ISSN 1532-5768. S2CID 162752259. Процитовано 12 березня 2021.
- Buck, Sir Peter (Te Rangi Hīroa) (1950). The Coming of the Maori (вид. 2nd). Wellington: Māori Purposes Fund Board. с. 176, 364—365.
- Cammaert, Jessica (2016). Undesirable Practices: Women, Children, and the Politics of the Body in Northern Ghana, 1930-1972. Expanding frontiers. Lincoln: University of Nebraska Press. ISBN 978-0-8032-8694-8.
- Cohen, I. Bernard (1992). What Columbus "Saw" in 1492. Scientific American. 267 (6): 100—106. Bibcode:1992SciAm.267f.100C. doi:10.1038/scientificamerican1292-100. ISSN 0036-8733. Процитовано 21 березня 2021.
- Clark, Kenneth (1956). The Nude: A Study in Ideal Form. Princeton University Press. ISBN 0-691-01788-3 — через Internet Archive.
- Crooke, W. (1919). Nudity in India in Custom and Ritual. The Journal of the Royal Anthropological Institute of Great Britain and Ireland. 49: 237—251. doi:10.2307/2843441. ISSN 0307-3114. JSTOR 2843441. Процитовано 15 серпня 2023.
- D'Emilio, John; Freedman, Estelle B. (2012). Intimate Matters: A History of Sexuality in America (вид. Third). Chicago: The University of Chicago Press. ISBN 978-0-226-92380-2.
- Falk, Dan (24 лютого 2021). How Darwin's 'Descent of Man' Holds Up 150 Years After Publication. Smithsonian Magazine. Процитовано 9 квітня 2023.
- Fallon, Kathleen M.; Moreau, Julie (1 вересня 2016). Revisiting Repertoire Transition: Women's Nakedness as Potent Protests in Nigeria and Kenya. Mobilization: An International Quarterly. 21 (3): 323—340. doi:10.17813/1086-671X-20-3-323. ISSN 1086-671X. Процитовано 24 березня 2023.
- Gilligan, Ian (13 грудня 2018). Climate, Clothing, and Agriculture in Prehistory: Linking Evidence, Causes, and Effects. Cambridge University Press. doi:10.1017/9781108555883. ISBN 978-1-108-47008-7. S2CID 238146999.
- Grillo, Laura S. (2019). An Intimate Rebuke: Female Genital Power in Ritual and Politics in West Africa. Durham: Duke University Press. ISBN 978-1-4780-0263-5. Процитовано 24 березня 2023.
- Hansen, Karen Tranberg (2004). The World in Dress: Anthropological Perspectives on Clothing, Fashion, and Culture. Annual Review of Anthropology. 33: 369—392. doi:10.1146/annurev.anthro.33.070203.143805. ISSN 0084-6570. ProQuest 199841144. Процитовано 8 липня 2019.
- Herrera Sobek, María (2010). The Naked and the Differently Clothed: Spanish Encounters with Native Americans in 18th Century Explorations of the Pacific Northwest and Southwest. Camino Real. ISSN 1889-5611. Процитовано 23 березня 2021.
- Heuler, Hilary (19 лютого 2014). New Law Bans Miniskirts in Uganda. VOA. Процитовано 17 травня 2023.
- Hollander, Anne (1978). Seeing Through Clothes. New York: Viking Press. ISBN 0140110844.
- Hutnyk, John (1 липня 1990). Comparative Anthropology and Evans-Pritchard's Nuer Photography. Critique of Anthropology. 10 (1): 81—102. doi:10.1177/0308275X9001000105. ISSN 0308-275X. S2CID 145594464. Процитовано 8 липня 2019.
- James, Michael; Burgos, Adam (2022). Race. У Edward N. Zalta (ред.). The Stanford Encyclopedia of Philosophy (вид. Spring 2022). Metaphysics Research Lab, Stanford University. Процитовано 30 березня 2023.
- Jolly, Margaret; Macintyre, Martha (24 листопада 1989). Family and Gender in the Pacific: Domestic Contradictions and the Colonial Impact. Cambridge University Press. ISBN 978-0-521-34667-2.
- Kawano, Satsuki (2005). Japanese Bodies and Western Ways of Seeing in the Late Nineteenth Century. У Masquelier, Adeline (ред.). Dirt, Undress, and Difference: Critical Perspectives on the Body's Surface. Bloomington: Indiana University Press. ISBN 978-0-253-21783-7.
- Kirsch, Stuart (1997). Lost Tribes: Indigenous People and the Social Imaginary. Anthropological Quarterly. 70 (2): 58—67. doi:10.2307/3317506. ISSN 0003-5491. JSTOR 3317506. Процитовано 23 березня 2021.
- Kohn, Margaret; Reddy, Kavita (2023). Colonialism. У Edward N. Zalta; Uri Nodelman (ред.). The Stanford Encyclopedia of Philosophy (вид. Spring 2023). Metaphysics Research Lab, Stanford University. Процитовано 29 березня 2023.
- Lecuyer, Marie (2021). The Foamy Politics of Surfing in Hawaii. Ephemera. 21 (1): 305—311. ISSN 2052-1499. ProQuest 2537722437. Процитовано 24 березня 2023.
- Levine, Philippa (2008). States of Undress: Nakedness and the Colonial Imagination. Victorian Studies. 50 (2): 189—219. doi:10.2979/VIC.2008.50.2.189. ISSN 0042-5222. JSTOR 40060320. PMID 19069002. S2CID 43750425. Процитовано 8 липня 2019.
- Levine, Philippa (2013). Naked Truths: Bodies, Knowledge, and the Erotics of Colonial Power. Journal of British Studies. 52 (1): 5—25. doi:10.1017/jbr.2012.6. ISSN 0021-9371. JSTOR 41999179. Процитовано 12 березня 2021.
- Levine, Philippa (1 березня 2017). Naked Natives and Noble Savages: The Cultural Work of Nakedness in Imperial Britain. У Crosbie, Barry; Hampton, Mark (ред.). The Cultural Construction of the British World. Manchester University Press. ISBN 978-1-78499-691-8.
- McGrath, Ann (1 січня 2015). Naked shame: nation, science and Indigenous knowledge in Walter Roth's interventions into frontier sexualities. Australia, Australia/Oceania: Left Coast Press Inc. ISBN 978-1-59874-228-2.
- Masquelier, Adeline Marie (2005). An Introduction. У Masquelier, Adeline Marie (ред.). Dirt, Undress, and Difference Critical Perspectives on the Body's Surface. Bloomington: Indiana University Press. с. 1—33. ISBN 0253111536.
- Mead, S. M. (1969). Traditional Maori Clothing. Wellington: A. H. & A. W. Reed. с. 85—87, 143.
- Messenger, John C.; Messenger, Betty T. (1981). Sexuality in Folklore in a Nigerian Society. Central Issues in Anthropology. 3 (1): 29—50. doi:10.1525/cia.1981.3.1.29. ISSN 1937-6227. Процитовано 26 вересня 2022.
- Mũkũyũ (21 листопада 2014). The Politics of African "Moral" Dress. Gīkūyū Centre for Cultural Studies. Процитовано 28 березня 2023.
- Naidu, Maheshvari (2009). 'Topless' Tradition for Tourists: Young Zulu Girls in Tourism. Agenda. 23 (79): 38—48.
- Olesen, Jan (2009). "Mercyfull Warres agaynst These Naked People": The Discourse of Violence in the Early Americas. Canadian Review of American Studies. 39 (3): 253—272. doi:10.3138/cras.39.3.253. ISSN 0007-7720.
- Ritchie, Jenny; Skerrett, Mere (2014). Early Childhood Education in Aotearoa New Zealand: History, Pedagogy, and Liberation. Palgrave Macmillan. ISBN 978-1-349-48394-5.
- Salazar, Noel B.; Graburn, Nelson H. H. (1 червня 2014). Tourism Imaginaries: Anthropological Approaches. Berghahn Books. ISBN 978-1-78238-368-0. Процитовано 18 квітня 2023.
- Salmond, Anne (1991). Two worlds: first meetings between Maori and Europeans, 1642–1772. Auckland: Viking. с. 275—276.
- Salmond, Anne (2017). Tears of Rangi: Experiments Across Worlds. Auckland University Press. с. 526. ISBN 978-1-77558-923-5.
- Sarpong, Awo Abena Amoa; Sarpong, Henrietta Emma; Botchway, De-Valera N. Y. M. (2014). "Bo Me Truo": A Female-Centred Sun Fire Nudity Dance Ritual of Fertility of the Sehwi People of Ghana (PDF). Chronica Mundi. 9 (1): 93—128.
- Sayer, Karen (2002). 'A Sufficiency of Clothing': Dress and Domesticity in Victorian Britain. Textile History. 33 (1): 112—122. doi:10.1179/004049602793710099. ISSN 1743-2952. PMID 20707020. S2CID 45214026. Процитовано 30 травня 2023.
- Schlebusch та ін. (3 листопада 2017). Southern African ancient genomes estimate modern human divergence to 350,000 to 260,000 years ago. Science. 358 (6363): 652—655. Bibcode:2017Sci...358..652S. doi:10.1126/science.aao6266. PMID 28971970. S2CID 206663925.
- Sheriff, Abdul H. (1974). The Dynamics of Change in Pre-Colonial East African Societies. African Economic History Review. 1 (2): 7—14. doi:10.2307/3601096. ISSN 0360-6333. JSTOR 3601096. Процитовано 7 квітня 2023.
- Stevens, Scott Manning (2003). New World Contacts and the Trope of the 'Naked Savage. У Elizabeth D. Harvey (ред.). Sensible Flesh: On Touch in Early Modern Culture. University of Pennsylvania Press. с. 124—140. ISBN 9780812293630.
- Stauss, Alexandra von (1 січня 2012). Intercultural Encounters: The Kalahari and The Zulu. Cultural Tourism and Identity: 85—98. doi:10.1163/9789004234581_007. ISBN 9789004234185. Процитовано 20 квітня 2021.
- Tallie, T. J. (2016). Sartorial Settlement: The Mission Field and Transformation in Colonial Natal, 1850-1897. Journal of World History. 27 (3): 389—410. doi:10.1353/jwh.2016.0114. ISSN 1045-6007. S2CID 151700116.
- Tcherkézoff, Serge (2008). First Contacts in Polynesia. The Samoan Case (1722–1848) Western Misunderstandings about Sexuality and Divinity. ANU Press. ISBN 978-1-921536-01-4.
- Toups, M. A.; Kitchen, A.; Light, J. E.; Reed, D. L. (2010). Origin of Clothing Lice Indicates Early Clothing Use by Anatomically Modern Humans in Africa. Molecular Biology and Evolution. 28 (1): 29—32. doi:10.1093/molbev/msq234. ISSN 0737-4038. PMC 3002236. PMID 20823373.
- Vaughan, Alden T. (1 жовтня 1982). From White Man to Redskin: Changing Anglo-American Perceptions of the American Indian. The American Historical Review. 87 (4): 918. doi:10.2307/1857900. ISSN 0002-8762. JSTOR 1857900.
- Viestad, Vibeke Maria (4 березня 2019). Debunking the colonial myth of the "naked Bushman". The Conversation. Процитовано 28 березня 2023.
- Wallace, Scott (18 жовтня 2011). The Unconquered: In Search of the Amazon's Last Uncontacted Tribes. Crown. ISBN 978-0-307-46298-5. Процитовано 18 квітня 2023.
- Walsh, Casey (9 березня 2018). Virtuous Waters: Mineral Springs, Bathing, and Infrastructure in Mexico. Bathing and Domination in the Early Modern Atlantic World. University of California Press. с. 15—33. doi:10.1525/9780520965393-004. ISBN 978-0-520-96539-3. S2CID 243754145. Процитовано 28 березня 2021.
- Watson, Irene (1998). Naked Peoples: Rules and Regulations. Law Text Culture. 4: 1—17. Процитовано 23 березня 2021.
- Watson, Irene (2014). Naked: The coming of the cloth. Aboriginal Peoples, Colonialism and International Law. Routledge.
- Watson, Irene (29 жовтня 2014). Aboriginal Peoples, Colonialism and International Law: Raw Law. London: Routledge. ISBN 978-1-315-85899-9.
- Wiener, Margaret (2005). Breasts. (Un)Dress, and Modernist Desires in Balinese-Tourist Encounter. У Masquelier, Adeline (ред.). Dirt, Undress, and Difference: Critical Perspectives on the Body's Surface. Indiana University Press. ISBN 978-0-253-21783-7.
- Zamora, Margarita (1990). Abreast of Columbus: Gender and Discovery. Cultural Critique (17): 127—149. doi:10.2307/1354142. ISSN 0882-4371. JSTOR 1354142. Процитовано 31 грудня 2019.
- South African Festival: Inside Story Of The Controversial Zulu Half Naked Dance Festival In Southern Africa. Africa News | NationalTurk. 26 серпня 2013. Процитовано 28 березня 2023.
- What to wear in Kampala — Entebbe — Uganda. Kabiza Wilderness Safaris. 29 травня 2022. Процитовано 17 травня 2023.
- Women in Yap dance at Easter for the 'Light that lights up the world'. Catholics & Cultures. 19 квітня 2019. Процитовано 13 лютого 2022.